# Анна Гессенська
Анна Гессенська (нім. Anna von Hessen; 26 жовтня 1529 — 10 липня 1591) — аристократка XVI століття з Гессенського дому, донька ландграфа Гессену Філіпа I та саксонської принцеси Крістіни, дружина герцога Пфальц-Цвайбрюкену та Пфальц-Нойбургу Вольфганга.

## Біографія
Народилась 26 жовтня 1529 року в Касселі. Була другою дитиною та другою донькою в родині ландграфа Гессену Філіпа I та його першої офіційної дружини Крістіни Саксонської. Мала старшу сестру Агнесу та вісьмох молодших сиблінгів, з яких дорослого віку досягли Вільгельм, Барбара, Людвіг, Єлизавета, Філіп, Крістіна та Георг.
Певний час була заручена з колишнім нареченим старшої сестри — Еріхом Брауншвейзьким. Зрештою, її тітка, Єлизавета Гессенська, влаштувала шлюб дівчини зі своїм сином Вольфгангом.
У 15-річному віці Анна була видана заміж за 18-річного герцога Пфальц-Цвайбрюкену Вольфганга. Вінчання відбулося 8 березня 1545 року в Касселі. Після весілля молодятам був наданий цілий рік, аби ближче познайомитися одне з одним. До Цвайбрюкену вони прибули лише у лютому 1546 року. Ймовірно, шлюб виявився щасливим. У подружжя народилося тринадцятеро дітей. Перший час Анна підтримувала тісний зв'язок з матір'ю, однак та померла у квітні 1549 року.
У 1557 році її чоловік став також герцогом Пфальц-Нойбургу. Він помер у Нексоні у червні 1569 року в ході Третьої гугенотської війни та був похований в Ангулемі.

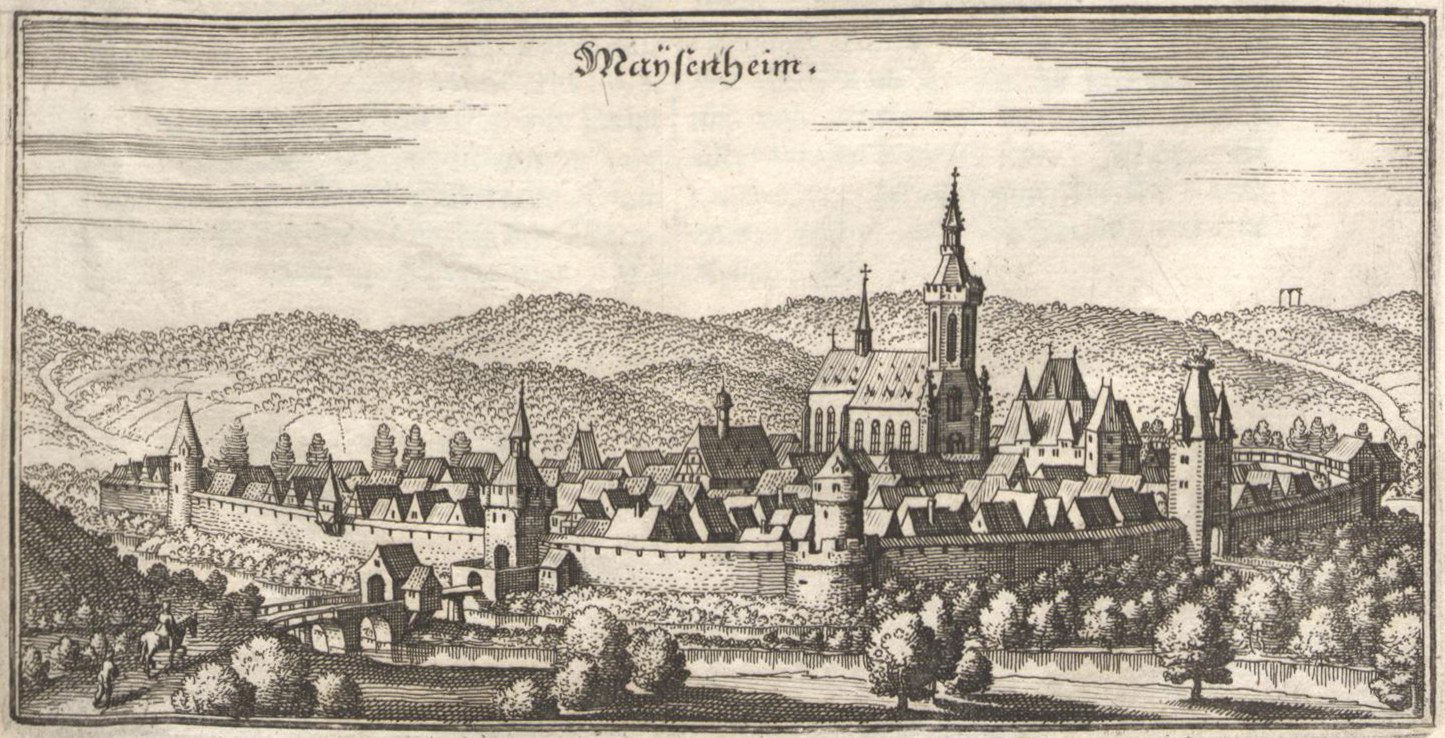
Манзенгайм

Звістку про його смерть Анна отримала лише 26 жовтня того року й послала запит до французького двору на вивезення праху чоловіка до Німеччини. Дозвіл було отримано, але його виконання відкладене до укладення миру у серпні 1570 року. Однак після цього виникли ускладення щодо перевезення тіла по землі, і, після другого візиту послів до Парижу, було вирішено транспортувати його морем. У вересні 1571 року Вольфганга перепоховали у замковій кірсі Майзенгайму, який став удовиною резиденцією Анни.
Опікунами дітей герцога, нарівні з матір'ю, стали Вільгельм Гессенський і Людвіг Пфальц-Зіммернський. Вільгельм був також виконавцем заповіту Вольфганга.
Герцогиня близько 1590 року заснувала цвинтар Святої Анни у Гайдельберзі. Після її смерті там був встановлений кам'яний пам'ятник на її честь.
Пішла з життя 10 липня 1591 року в Майзенгаймі. Була похована поруч із чоловіком у місцевій замковій кірсі.

## Родина

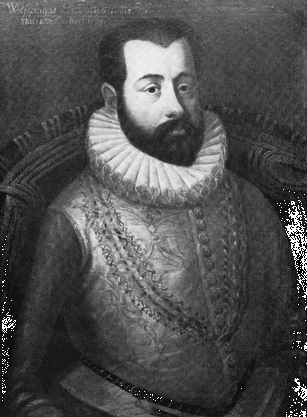
Портрет Вольфганга Цвайбрюкенського

Чоловік —  Вольфганг Цвайбрюкенський
Діти:
- Крістіна (1546—1619) — одружена не була, дітей не мала;
- Філіп Людвіг (1547—1614) — пфальцграф Нойбургу в 1569—1614 роках, був одружений з Анною Клевською, мав восьмеро дітей;
- Йоганн (1550—1604) — пфальцграф та герцог Цвайбрюкену в 1569—1604 роках, був одружений з Магдаленою Клевською, мав одинадцятеро дітей;
- Доротея Агнеса (1551—1552) — прожила 3 місяці;
- Єлизавета (1553—1554) — прожила 1 рік;
- Анна (1554—1576) — одружена не була, дітей не мала;
- Єлизавета (1555—1625) — одружена не була, дітей не мала;
- Отто Генріх (1556—1604) — пфальцграф Зульцбаху в 1569—1604 роках, був одружений з Доротеєю Марією Вюртемберзькою, мав тринадцятеро дітей;
- Фрідріх (1557—1597) — пфальцграф Цвайбрюкен-Фоенштраус-Паркштайну в 1569—1597 роках, був одружений з Катериною Софією Лігницькою, мав трьох дітей;
- Барбара (1559—1618) — дружина графа Еттінген-Еттінгенського Готтфріда, мала єдину доньку, що померла немовлям;
- Карл (1560—1600) — герцог Пфальц-Цвайбрюккен-Біркенфельду в 1569—1600 роках, був одружений з Доротеєю Брауншвейг-Люнебурзькою, мав четверо дітей;
- Марія Єлизавета (1561—1692) — дружина графа Лайнінген-Дагсбург-Хартенбурзького Еміха XII, мала чотирьох синів і доньку;
- Сусанна (1564—1565) — прожила 7 місяців.